# Ituzaingó (Montevideo)
Ituzaingó - barrio (sąsiedztwo lub dzielnica) miasta Montevideo, stolicy Urugwaju. Znajduje się w środkowo-wschodniej części miasta. Graniczy z Castro Castellanos na południowym zachodzie, Las Acacias na północnym zachodzie, Jardines del Hipódromo na północnym wschodzie oraz Flor de Maroñas  na południowym wschodzie i Villa Española na południu.